# Hydrodessus
Hydrodessus is een geslacht van kevers uit de familie  waterroofkevers (Dytiscidae).
Het geslacht is voor het eerst wetenschappelijk beschreven in 1953 door J.Balfour-Browne.

## Soorten
Het geslacht omvat de volgende soorten:
- Hydrodessus amazonensis Spangler, 1966
- Hydrodessus angularis Young, 1970
- Hydrodessus biguttatus (Guignot, 1957)
- Hydrodessus brasiliensis (Guignot, 1957)
- Hydrodessus fragrans Spangler, 1985
- Hydrodessus jethoeae Makhan, 1994
- Hydrodessus nanayensis Spangler, 1966
- Hydrodessus octospilus (Guignot, 1957)
- Hydrodessus peloteretes Spangler, 1985
- Hydrodessus pereirai (Guignot, 1957)
- Hydrodessus phyllisae Spangler, 1985
- Hydrodessus rattanae Makhan, 1994
- Hydrodessus robinae Spangler, 1985
- Hydrodessus siolii J.Balfour-Browne, 1953
- Hydrodessus soekhnandanae Makhan, 1994
- Hydrodessus spanus Spangler, 1985
- Hydrodessus surinamensis Young, 1970